# Villanueva-Matamala
Villanueva-Matamala es una localidad del municipio burgalés de Arcos, en la comunidad autónoma de Castilla y León (España). 
La iglesia está dedicada a Nuestra Señora del Rosario.

## Localidades limítrofes
Confina con las siguientes localidades:
- Al norte con Villamiel de Muñó.
- Al noreste con Arcos.
- Al sureste con Cogollos.
- Al sur con Villangómez.
- Al suroeste con Pedrosa de Muñó.
- Al oeste con Mazuelo de Muñó.

## Demografía
Evolución de la población
| Gráfica de evolución demográfica de Villanueva-Matamala entre 2000 y 2017 |
|                                                                           |
| Población de derecho (2000-2017) según el padrón municipal del INE        |

## Historia
Así se describe a Villanueva-Matamala en el tomo XVI del Diccionario geográfico-estadístico-histórico de España y sus posesiones de Ultramar, obra impulsada por Pascual Madoz a mediados del siglo XIX:

Lugar con ayuntamiento en la provincia, partido judicial, diócesis, audiencia territorial y capitanía general de Burgos (2 ½ leguas. Situado en la carretera de Burgos a Madrid por Somosierra; su clima es frío, pero sano. Tiene 17 casas; iglesia parroquial (Santa María) servida por un cura que nombra el diocesano; cementerio, y buenas aguas potables. Confina con Cogollos, Quintanilla y Pedrosa de Candemuño. El terreno es de mediana calidad. Los caminos dirigen a los pueblos limítrofes y a Burgos, de cuyo punto se recibe la correspondencia. Producciones: granos, legumbres y pastos; cría ganados y alguna caza. Población: 16 vecinos, 61 almas. Capital productivo: 528.400 reales. Imponible: 50.561. Contribución: 958.
Diccionario geográfico-estadístico-histórico de España y sus posesiones de Ultramar